# Geoide

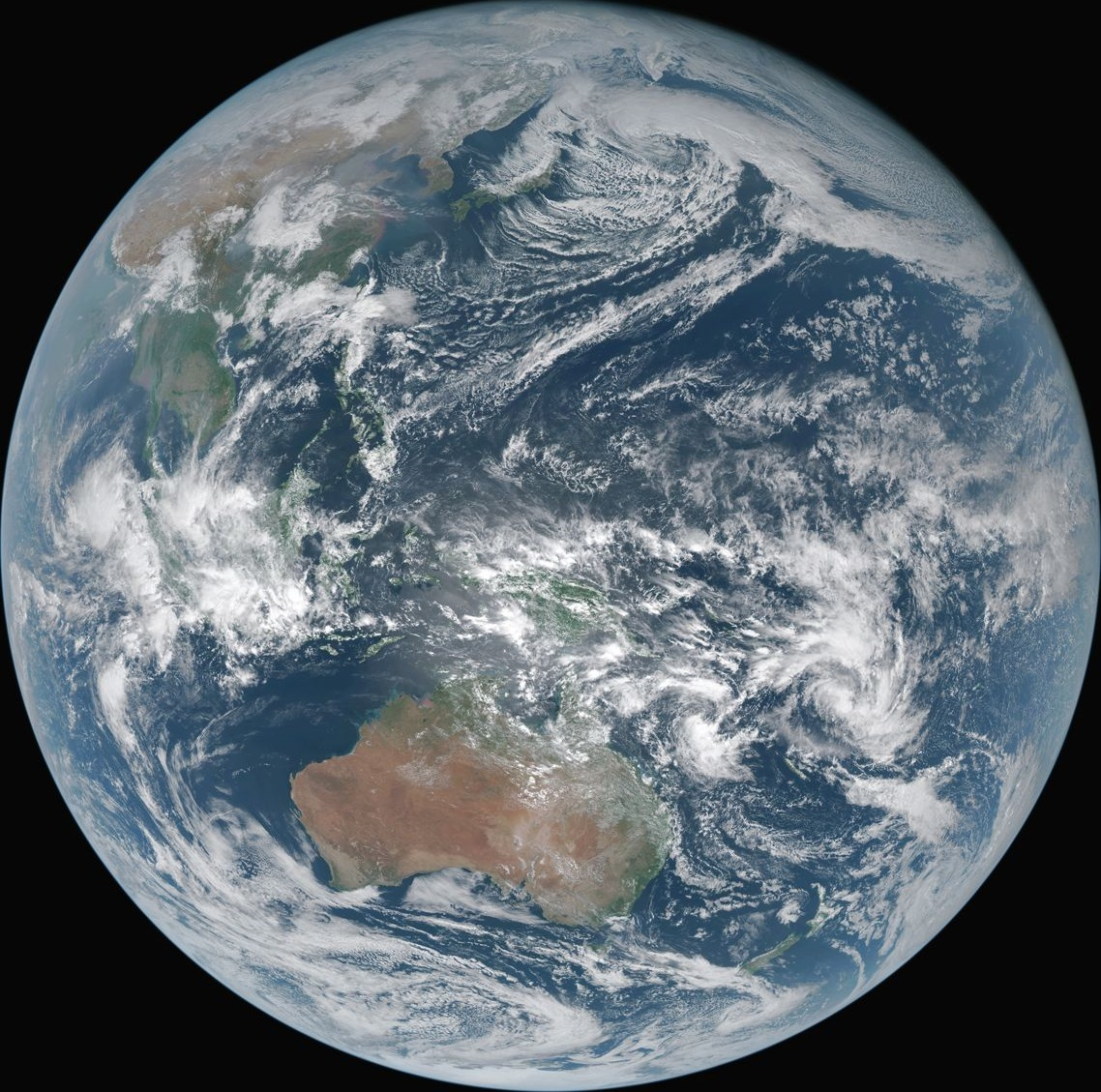
Fotografía de la Tierra capturada por el satélite Himawari 8. Aunque parezca tener una silueta circular la imagen es levemente más ancha.

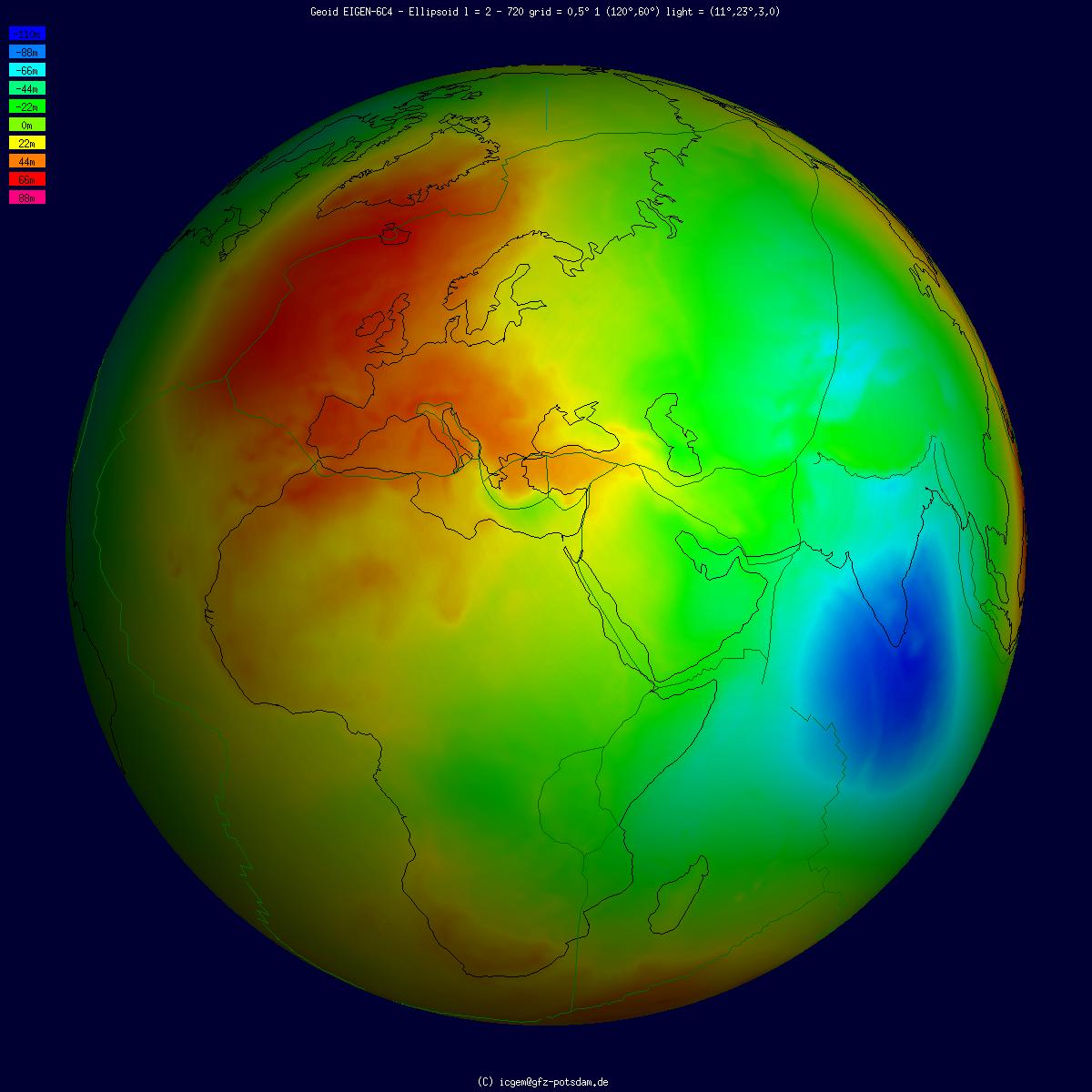
Ondulación del geoide en relieve y falso color.

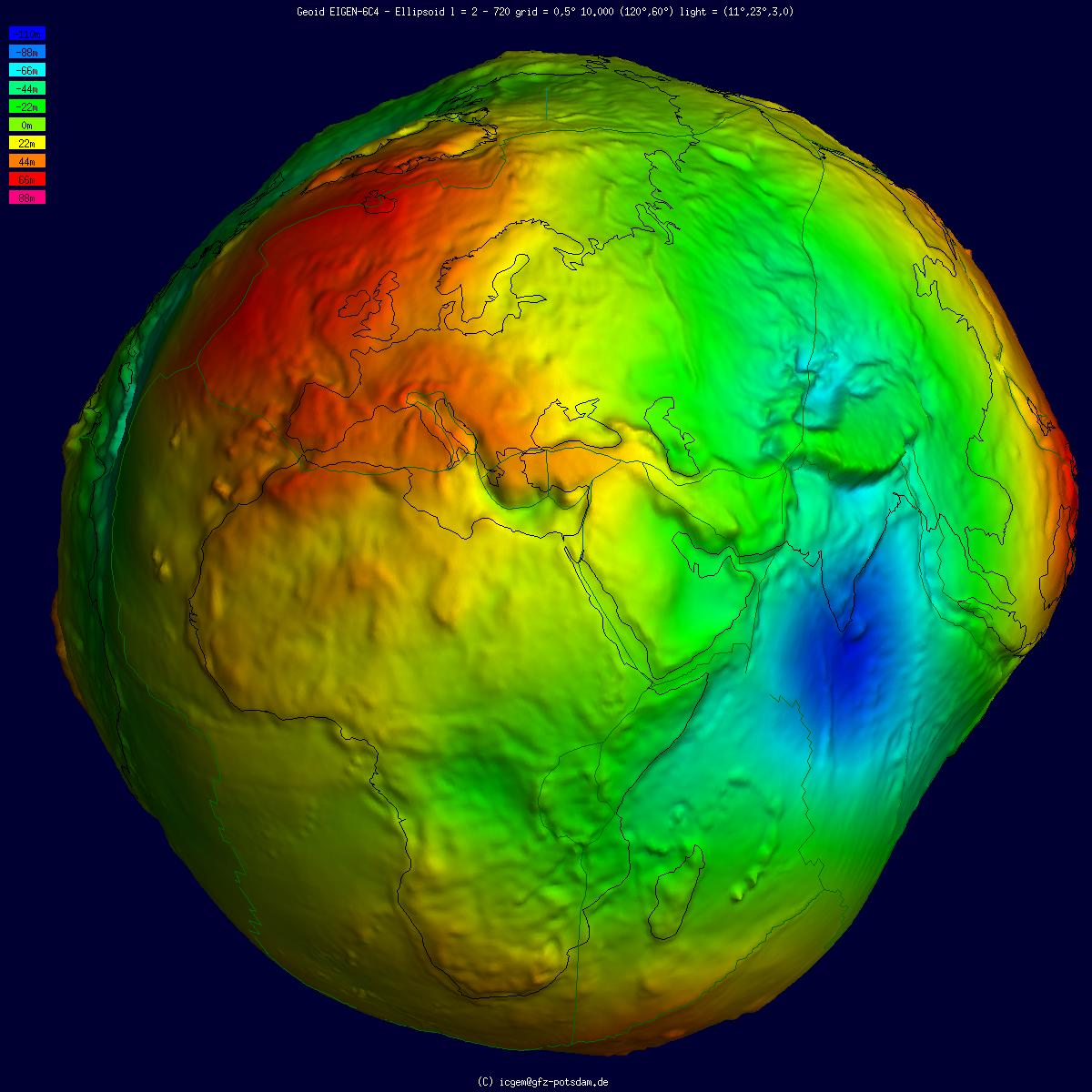
Ondulación del geoide en relieve, falso color y exageración vertical (factor de escala vertical 10000).

Se denomina geoide (griego γεια gueia, ‘tierra’, y ειδος eidos, ‘forma’, ‘apariencia’ —por lo que significaría ‘forma que tiene la Tierra’—) al cuerpo definido por la superficie equipotencial del campo de gravedad terrestre. La forma que tomaría la superficie del océano bajo la influencia de la gravedad de la Tierra, incluida la atracción gravitacional y la rotación de la Tierra, si otras influencias como los vientos y las mareas estuvieran ausentes. Esta superficie se extiende a través de los continentes (como con hipotéticos canales muy estrechos). Según Gauss, quien la describió por primera vez, es la "figura matemática de la Tierra", una superficie lisa pero irregular cuya forma resulta de la distribución desigual de la masa dentro y sobre la superficie de la Tierra. Solo se puede conocer a través de extensas mediciones y cálculos gravitacionales. A pesar de ser un concepto importante durante casi 200 años en la historia de la geodesia y la geofísica, se ha definido con alta precisión solo desde los avances en la geodesia satelital a fines del siglo XX.
Todos los puntos en la superficie de un geoide tienen el mismo geopotencial (la suma de la energía potencial gravitatoria y la energía potencial centrífuga). La fuerza de la gravedad actúa en todas partes de manera perpendicular al geoide, lo que significa que las plomadas apuntan perpendicularmente y los niveles del agua paralelos al geoide si solo estuvieran en juego la gravedad y la aceleración de rotación. La aceleración de la gravedad de la Tierra no es uniforme sobre el geoide, que es solo una superficie equipotencial, condición suficiente para que una bola permanezca en reposo en lugar de rodar sobre el geoide. La ondulación del geoide o altura del geoide es la altura del geoide relativa a un elipsoide de referencia dado. El geoide sirve como superficie de coordenadas para varias coordenadas verticales, como alturas ortométricas, alturas geopotenciales y alturas dinámicas.
Por lo anteriormente mencionado, es un modelo bastante acertado de la forma de la Tierra, establecido en una forma casi esférica aunque con un ligero achatamiento en los polos (esferoide), pero que guarda las diferencias propias de la gravedad en vinculación a masas diferenciales de los perfiles de composición vertical del planeta.

## Historia del concepto
El nombre «geoide» se origina en el siguiente hecho: el planeta Tierra, como otros astros, no es una esfera perfecta (aunque la diferencia con una esfera perfecta sea de tan solo un 0,1%), sino que por efectos de la gravitación y de la fuerza centrífuga producida al rotar sobre su eje se genera el aplanamiento polar y el ensanchamiento ecuatorial. Ténganse en cuenta que si se considera la corteza, la Tierra no es exactamente un geoide, aunque sí lo es si se representa al planeta con el nivel medio de las mareas.
Esta noción de la Tierra como geoide fue predicha por Isaac Newton en sus Principia durante el año 1687. Para ello Newton se valió de un sencillo experimento: hacer girar velozmente un cuerpo viscoso en un fluido líquido. De este modo expresó que «la forma de equilibrio que tiene una masa bajo el influjo de las leyes de gravitación y girando en torno a su eje es la de un esferoide aplastado en sus polos».
Esta hipótesis newtoniana fue estudiada por Domenico y Jacques Cassini, y confirmada por los trabajos geodésicos de la expedición llevada a cabo en las regiones ecuatoriales por La Condamine, Godin y Bouguer durante el siglo XVIII, para lo cual realizaron la medición exacta de la diferencia de un grado en las proximidades de la línea del ecuador y cotejaron las diferencias con las latitudes europeas. Los trabajos matemáticos y geométricos efectuados en el siglo XIX por Gauss y Helmert ratificaron los anteriores descubrimientos.

## Geografía y geoide
En geografía y disciplinas afines o derivadas (geodesia, cartografía, topografía, etc.) actualmente un geoide es la superficie física definida mediante el potencial gravitatorio, de modo que sobre él hay en todos los puntos la misma atracción terrestre. Se excluyen los fenómenos orogénicos, por lo que las montañas no se incluyen en el mismo. Gráficamente se puede definir como la superficie de los mares en calma prolongada bajo los continentes. Geométricamente es casi un esferoide de revolución (esfera achatada por los polos) con irregularidades menores de 100 metros.

## Descripción
La superficie del geoide es irregular, a diferencia del elipsoide de referencia (que es una representación matemática idealizada de la Tierra física como un elipsoide), pero es considerablemente más suave que la superficie física de la Tierra. Aunque el "suelo" de la Tierra tiene excursiones del orden de +8.800 m (Monte Everest) y −11.000 m (Fosa de las Marianas), la desviación del geoide de un elipsoide varía de +85 m (Islandia) a −106 m (sur de India), menos de 200 m en total. 
Si el océano fuera isopícnico (de densidad constante) y no estuviera perturbado por las mareas, las corrientes o el clima, su superficie se parecería al geoide. La desviación permanente entre el geoide y el nivel medio del mar se denomina topografía de la superficie del océano. Si las masas de tierra continental estuvieran atravesadas por una serie de túneles o canales, el nivel del mar en esos canales también coincidiría casi con el geoide. En realidad, el geoide no tiene un significado físico debajo de los continentes, pero los geodestas pueden derivar las alturas de los puntos continentales sobre esta superficie imaginaria, aunque definida físicamente, mediante nivelación de burbuja.
Al ser una superficie equipotencial, el geoide es, por definición, una superficie a la que la fuerza de la gravedad es perpendicular en todas partes. Eso significa que cuando se viaja en barco, uno no nota las ondulaciones del geoide ; la vertical local (plomada) siempre es perpendicular al geoide y el horizonte local es tangencial a este. Asimismo, los niveles de burbuja siempre estarán paralelos al geoide.

### Ejemplo simplificado

Relación entre altura elipsoidal, ortométrica y geoidal.

El campo gravitatorio de la tierra no es uniforme. Un esferoide oblato se usa típicamente como la tierra idealizada, pero incluso si la tierra fuera esférica y no rotara, la fuerza de la gravedad no sería la misma en todas partes porque la densidad varía en todo el planeta. Esto se debe a las distribuciones de magma, la densidad y el peso de las diferentes composiciones geológicas en la corteza terrestre, las cadenas montañosas, las fosas marinas profundas, la compactación de la corteza debido a los glaciares, etc.
Si esa esfera estuviera cubierta de agua, el agua no tendría la misma altura en todas partes. En cambio, el nivel del agua sería más alto o más bajo con respecto al centro de la Tierra, dependiendo de la integral de la fuerza de la gravedad desde el centro de la tierra hasta ese lugar. El nivel del geoide coincide con el lugar donde estaría el agua. Generalmente, el geoide cae donde el material de la tierra es localmente más denso, que es donde la tierra ejerce una mayor atracción gravitatoria.

## Forma
La ondulación del geoide, la altura del geoide o la anomalía geoidal es la altura del geoide en relación con un elipsoide de referencia dado. La ondulación no está estandarizada, ya que diferentes países usan diferentes niveles medios del mar como referencia, pero más comúnmente se refiere al geoide EGM96.

### Relación con GPS/GNSS
En los mapas y de uso común, la altura sobre el nivel medio del mar (como la altura ortométrica) se utiliza para indicar la altura de las elevaciones, mientras que la altura elipsoidal resulta del sistema GPS y GNSS similar.
la desviaciónentre {\displaystyle N} la altura elipsoidal {\displaystyle h} y la altura ortométrica {\displaystyle H} se puede calcular por{\displaystyle N=h-H}(Existe una relación análoga entre las alturas normales y el cuasigeoide).
Por lo tanto, un receptor GPS en un barco puede, durante el transcurso de un viaje largo, indicar variaciones de altura, aunque el barco siempre estará al nivel del mar (despreciando los efectos de las mareas). Esto se debe a que los satélites GPS, que orbitan alrededor del centro de gravedad de la Tierra, pueden medir alturas solo en relación con un elipsoide de referencia geocéntrico. Para obtener la altura ortométrica de uno, se debe corregir una lectura de GPS sin procesar. Por el contrario, la altura determinada por la nivelación de un mareógrafo, como en la agrimensura tradicional, está más cerca de la altura ortométrica. Los receptores GPS modernos tienen una cuadrícula implementada en su software mediante la cual obtienen, a partir de la posición actual, la altura del geoide (por ejemplo, el geoide EGM-96) sobre el Sistema Geodésico Mundial (WGS) elipsoide. Luego pueden corregir la altura sobre el elipsoide WGS a la altura sobre el geoide EGM96. Cuando la altura no es cero en un barco, la discrepancia se debe a otros factores, como las mareas oceánicas, la presión atmosférica (efectos meteorológicos), la topografía local de la superficie del mar y las incertidumbres de medición.

### Relación con la densidad de masa
La superficie del geoide es más alta que el elipsoide de referencia donde hay una anomalía de gravedad positiva (exceso de masa) y más baja que el elipsoide de referencia donde hay una anomalía de gravedad negativa (déficit de masa).
Esta relación puede entenderse recordando que el potencial de gravedad se define de modo que tenga valores negativos y sea inversamente proporcional a la distancia del cuerpo. Entonces, mientras que un exceso de masa fortalecerá la aceleración de la gravedad, disminuirá el potencial de la gravedad. Como consecuencia, la superficie equipotencial que define el geoide se encontrará desplazada lejos del exceso de masa. Análogamente, un déficit de masa debilitará la atracción de la gravedad pero aumentará el geopotencial a una distancia determinada, lo que hará que el geoide se mueva hacia el déficit de masa. La presencia de una inclusión localizada en el medio de fondo hará que los vectores de aceleración de la gravedad giren ligeramente hacia y desde un cuerpo más denso o más ligero, respectivamente, provocando un hoyuelo o una protuberancia en la superficie equipotencial.
La mayor desviación absoluta se puede encontrar en el "bajo geoide del Océano Índico".

## Anomalías de gravedad

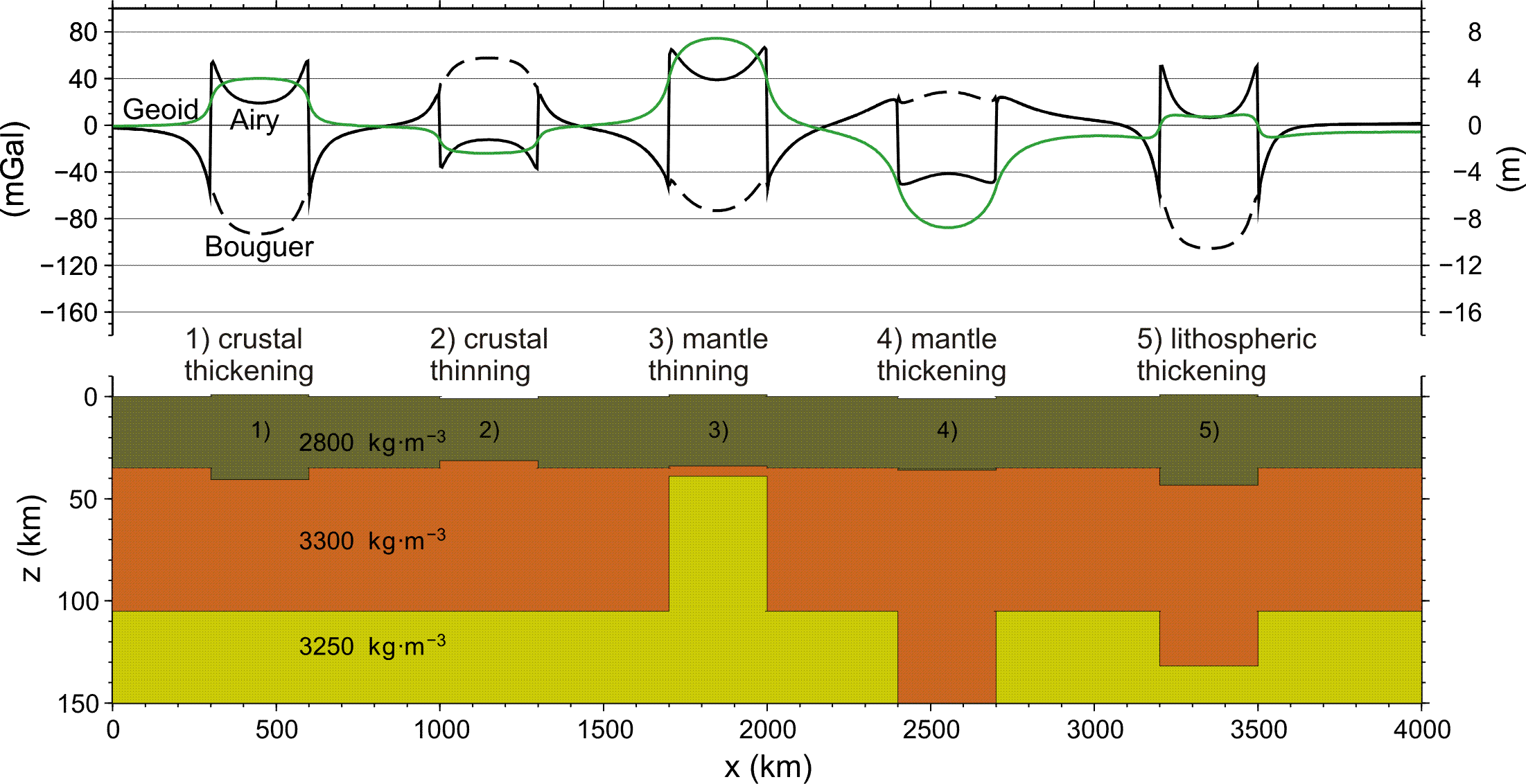
Anomalía gravitatoria y geoide causadas por varios cambios de espesor de la corteza y litosférica en relación con una configuración de referencia. Todos los ajustes están bajo compensación isostática local.

Las variaciones en la altura de la superficie geoidal están relacionadas con distribuciones de densidad anómalas dentro de la Tierra. Las medidas del geoide ayudan así a comprender la estructura interna del planeta. Cálculos sintéticos muestran que la firma geoidal de una corteza engrosada (por ejemplo, en cinturones orogénicos producidos por colisión continental) es positiva, al contrario de lo que cabría esperar si el engrosamiento afecta a toda la litosfera. La convección del manto también cambia la forma del geoide con el tiempo.

## Determinación

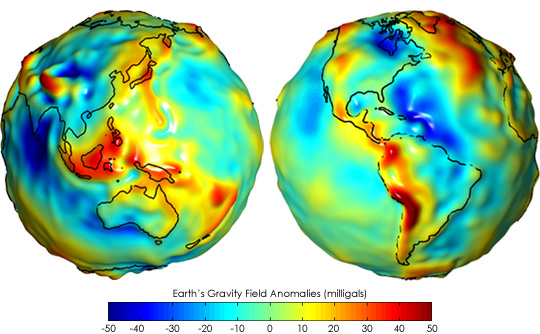
Visualización tridimensional de anomalías de gravedad en unidades de Gal, usando pseudocolor y relieve sombreado.

Calcular la ondulación es matemáticamente desafiante. Esta es la razón por la que muchos receptores GPS portátiles tienen tablas de búsqueda de ondulación integradas para determinar la altura sobre el nivel del mar.
La solución de geoide precisa de Petr Vaníček y colaboradores mejoró el enfoque de George Gabriel Stokes para el cálculo del geoide. Su solución permite una precisión de milímetro a centímetro en el cálculo del geoide, una mejora en el orden de magnitud de las soluciones clásicas anteriores.
Las ondulaciones del geoide muestran incertidumbres que se pueden estimar utilizando varios métodos, por ejemplo, colocación de mínimos cuadrados (LSC), lógica difusa, redes neutrales artificiales, funciones de base radial (RBF) y técnicas geoestadísticas. El enfoque geoestadístico se ha definido como la técnica más mejorada en la predicción de la ondulación del geoide.

## Cambio temporal
Misiones satelitales recientes, como Gravity field and steady-state Ocean Circulation Explorer (GOCE) y Gravity Recovery and Climate Experiment (GRACE), han permitido el estudio de señales de geoide variables en el tiempo. Los primeros productos basados en datos satelitales GOCE estuvieron disponibles en línea en junio de 2010, a través de las herramientas de servicios de observación de la Tierra para usuarios de la Agencia Espacial Europea (ESA). La ESA lanzó el satélite en marzo de 2009 en una misión para mapear la gravedad de la Tierra con una precisión y resolución espacial sin precedentes. El 31 de marzo de 2011, se presentó el nuevo modelo de geoide en el Cuarto Taller Internacional de Usuarios de GOCE organizado en la Universidad Técnica de Múnich, Alemania. Los estudios que utilizan el geoide variable en el tiempo calculado a partir de los datos de GRACE han proporcionado información sobre los ciclos hidrológicos globales, los balances de masa de las capas de hielo, y el rebote posglaciar. A partir de las mediciones de rebote posglacial, los datos GRACE variables en el tiempo se pueden utilizar para deducir la viscosidad del manto terrestre. 

## Representación de armónicos esféricos

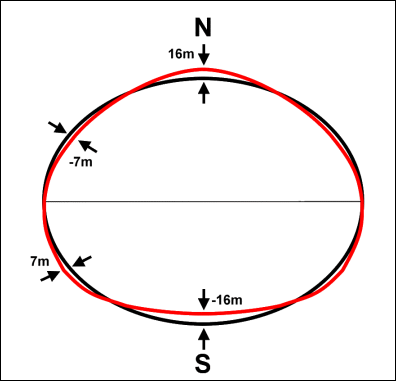
Ondulación del geoide (rojo) relativa al elipsoide de referencia (negro), muy exagerada; ver también: forma de pera de la Tierra.

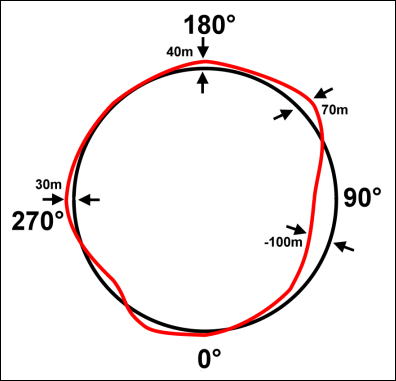
Ilustración de la variación de la gravedad a lo largo del ecuador, relacionada con un área de referencia circular (negro).

Los armónicos esféricos se utilizan a menudo para aproximar la forma del geoide. El mejor conjunto actual de coeficientes armónicos esféricos es EGM2020 (Earth Gravity Model 2020), determinado en un proyecto de colaboración internacional dirigido por la Agencia Nacional de Imágenes y Cartografía (ahora la Agencia Nacional de Inteligencia Geoespacial, o NGA). La descripción matemática de la parte no giratoria de la función potencial en este modelo es:
{\displaystyle V={\frac {GM}{r}}\left(1+{\sum _{n=2}^{n_{\text{max}}}}\left({\frac {a}{r}}\right)^{n}{\sum _{m=0}^{n}}{\overline {P}}_{nm}(\sin \phi )\left[{\overline {C}}_{nm}\cos m\lambda +{\overline {S}}_{nm}\sin m\lambda \right]\right),}
dónde {\displaystyle \phi \ } y {\displaystyle \lambda \ } son la latitud y la longitud geocéntricas (esféricas) respectivamente, {\displaystyle {\overline {P}}_{nm}} son los polinomios de Legendre asociados totalmente normalizados de grado {\displaystyle n\ } y el orden {\displaystyle m\ }, y {\displaystyle {\overline {S}}_{nm}} y {\displaystyle {\overline {C}}_{nm}} son los coeficientes numéricos del modelo basados en los datos medidos.Tenga en cuenta que la ecuación anterior describe el potencial gravitatorio de la Tierra {\displaystyle V\ }, no el geoide en sí, en la ubicación {\displaystyle \phi ,\;\lambda ,\;r,\ } la coordenada {\displaystyle r\ } siendo el radio geocéntrico, es decir, la distancia desde el centro de la Tierra. El geoide es una superficie equipotencial particular, y es algo complicado de calcular. El gradiente de este potencial también proporciona un modelo de la aceleración gravitatoria. El EGM96 más utilizado contiene un conjunto completo de coeficientes de grado y orden 360 (es decir, {\displaystyle n_{\text{max}}=360}), que describe detalles en el geoide global tan pequeños como 55 km (o 110 km, según su definición de resolución). El número de coeficientes, {\displaystyle {\overline {C}}_{nm}} y {\displaystyle {\overline {S}}_{nm}}, se puede determinar observando primero en la ecuación para V que para un valor específico de n hay dos coeficientes para cada valor de m excepto para m = 0. Solo hay un coeficiente cuando m=0 ya que {\displaystyle \sin(0\lambda )=0}. Por tanto, hay (2n+1) coeficientes para cada valor de n. Usando estos hechos y la fórmula, {\textstyle \sum _{I=1}^{L}I={\frac {1}{2}}L(L+1)}, se deduce que el número total de coeficientes está dado por{\displaystyle \sum _{n=2}^{n_{\text{max}}}(2n+1)=n_{\text{max}}(n_{\text{max}}+1)+n_{\text{max}}-3=130317}usando el valor EGM96 de
Para muchas aplicaciones, la serie completa es innecesariamente compleja y se trunca después de algunos términos (quizás varias docenas).
Aun así, incluso se han desarrollado modelos de alta resolución. Muchos de los autores de EGM96 han publicado EGM2008. Incorpora gran parte de los nuevos datos de gravedad satelital (p. ej., el Gravity Recovery and Climate Experiment) y admite hasta el grado y orden 2160 (1/6 de grado, que requiere más de 4 millones de coeficientes),con coeficientes adicionales que se extienden al grado 2190 y orden 2159. EGM2020 es el seguimiento planificado de 2020 (ahora vencido), que contiene la misma cantidad de armónicos generados con mejores datos.

## Gravimetría y geoide
Técnicamente y utilizando herramientas gravimétricas se denomina geoide a la superficie física definida por un determinado potencial gravitatorio (constante en toda la superficie). Para definir el geoide, se adopta arbitrariamente el valor de potencial cuyo geoide asociado se aproxima más a la superficie de los océanos (la superficie media del mar, prescindiendo del oleaje, las mareas, las corrientes y la rotación terrestre, coincide casi exactamente con una superficie equipotencial). La forma del geoide no coincide necesariamente con la topografía terrestre, modelada por fuerzas endógenas (tectónica de placas) y exógenas (agentes geomorfológicos). Geométricamente, el geoide es parecido a un esferoide (esfera achatada por los polos).
La forma del geoide puede determinarse por medio de:
1. Medidas de las anomalías gravitatorias midiendo la magnitud de la intensidad de la gravedad en numerosos puntos de la superficie terrestre. Dado que es similar a un esferoide (esfera achatada por los polos) la aceleración de la gravedad va aumentando desde el ecuador hasta los polos. Estas mediciones de la gravedad terrestre tienen que ser corregidas para eliminar las anomalías locales debido a variaciones de la densidad.
2. Mediciones astronómicas: Se fundan en medir la vertical del lugar y ver sus variaciones. Esta variación se relaciona con su forma.
3. Medición de las deformaciones producidas en la órbita de los satélites causadas porque la Tierra no es homogénea. Así se ha determinado un geoide con decenas de abultamientos o depresiones respecto al esferoide teórico. Estas irregularidades son menores de 100 metros.

## Esferoide
Es importante recordar que las superficies de revolución son aquellas que se generan haciendo girar una curva alrededor de un eje.
Algunos geofísicos consideran al esferoide como modelo geométrico de la tierra y no solo a este sino también a la esfera, por ello el esferoide tiene meridiana principal y ecuador.
Elipse: curva cerrada en forma oval.

### Achatamiento
Es la magnitud adimensional:
{\displaystyle f={\frac {a-b}{a}}={\frac {1}{298,2}}}
Siendo el aplanamiento la inversa del achatamiento.
Así, el diámetro ecuatorial es 43 km mayor que el diámetro polar. Es por ello que los puntos más alejados del centro de la Tierra y, por ende, los puntos que tienen menor gravedad) vienen siendo el volcán Chimborazo 6.384,4 m s. n. m. Ecuador-Sudamérica y otros puntos elevados del continente americano en la zona ecuatorial (y en menor grado, el Kilimanjaro y otras montañas en África).

### Latitud y latitud geocéntrica

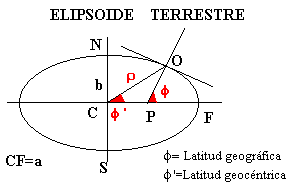
Latitud y latitud geocéntrica

Al ser la Tierra aproximadamente un esferoide, la latitud o ángulo que forma un lugar con el ecuador terrestre y la latitud geocéntrica o ángulo que forma el lugar visto desde el centro de la Tierra con respecto al ecuador, no coinciden.
Para relacionarlos se introduce la variable auxiliar u:
{\displaystyle \tan(u)={\frac {b}{a}}\times \tan(\Phi )}
Si H es la altura sobre el nivel del mar en metros del observador y {\displaystyle \rho } la distancia al centro de la Tierra, se cumple:
{\displaystyle \rho \times \operatorname {sen}(\Phi ')={\frac {b}{as(u)+{\frac {H}{6378140}}\times \cos(\Phi )}}}

## Geoide y geodesia
El geoide es una superficie de referencia utilizada en la geodesia para determinar perfiles altimétricos, esto es frecuentemente por la determinación de la cota sobre el nivel medio del mar de todos los puntos de la zona que es mensurada.
Dado que el geoide es una superficie normal en todo punto en dirección vertical, esto es en la dirección frecuente de la fuerza de gravedad, ésta es la forma que mejor describe la superficie media de los océanos descontando las variaciones de marea, corrientes marinas o eventos meteorológicos, y por esto del planeta; así es que el geoide es considerado como una superficie equipotencial (donde la fuerza de gravedad tiene valores equiparables) sobre el nivel medio del mar.
Sin embargo desde el punto de vista cartográfico el geoide no puede ser utilizado para determinaciones planimétricas precisas de una porción de terreno porque aún si se lograra relacionar la correspondencia de los puntos de la superficie de la Tierra no se podría poner en correspondencia los puntos del geoide con un sistema cartesiano plano. Es por esto que en la práctica no es factible usar el geoide para la creación de una planta arquitectónica porque los datos derivados de la proyección sobre el geoide de la superficie terrestre no pueden ser descritos sobre un plano. Por consiguiente el geoide se utiliza principalmente para referenciar las cotas de nivel.
Todo lo anterior ocurre porque es prácticamente imposible describir al geoide con una fórmula matemática resoluble en un plano: para conocer y representar el relieve del geoide sería necesario conocer en todo punto de la superficie terrestre la dirección de la fuerza de gravedad, la cual por su parte depende de la densidad que la Tierra posee en cada punto. Tal conocimiento es aún imposible sin una cierta aproximación que deja importante margen de error, resultando así poco operativa desde el punto de vista matemático la definición del geoide.
Es entonces necesario poner atención en las diferencias existentes entre el geoide propiamente dicho y el esferoide (otra superficie de referencia usada en cartas topográficas): mientras el primero tiene ya una rigurosa definición física sin embargo no se describe bien en matemáticas. En cambio el segundo (el esferoide) posee una bien definida ecuación matemática. Por los demás existe una cierta desviación de la vertical entre ambas superficies.